# Ines Strehlau

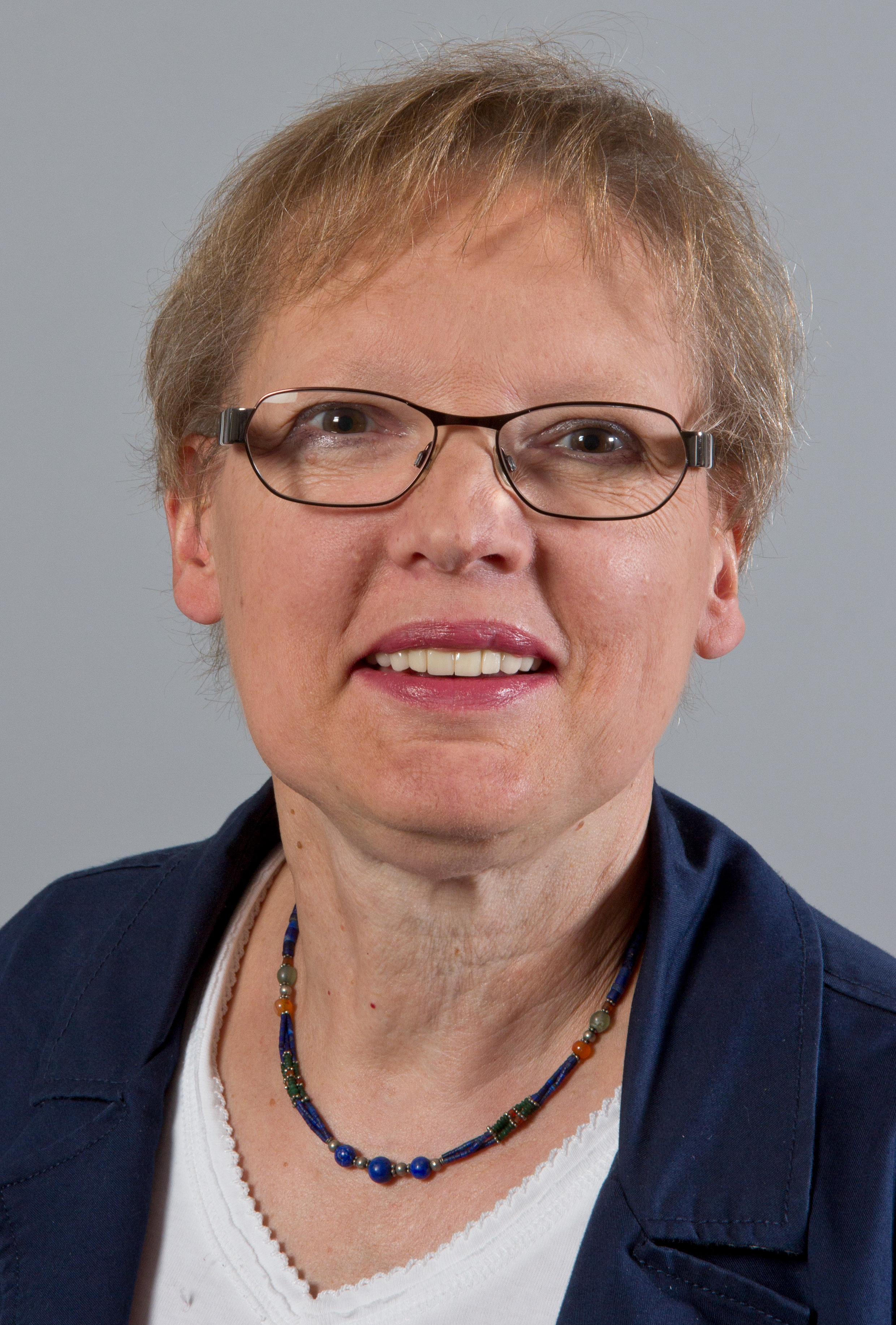
Ines Strehlau (2013)

Ines Strehlau (* 20. Oktober 1959 in Bad Segeberg) ist eine deutsche Politikerin (Bündnis 90/Die Grünen). Sie war von 2009 bis 2022 Abgeordnete im Landtag von Schleswig-Holstein.

## Leben
Ines Strehlau legte 1979 ihr Abitur an der Dahlmann-Schule in Bad Segeberg ab und studierte auf Lehramt an der Universität Hamburg, wo sie 1987 ihr erstes und 1991 ihr zweites Staatsexamen für das Lehramt an Gymnasien ablegte. In den Jahren 1998 bis 2003 arbeitete sie an verschiedenen Grundschulen und 2004 bis 2009 an der Klaus-Groth-Schule, einer kooperativen Gesamtschule in Tornesch als Lehrerin.
Ines Strehlau wohnt mit ihrem Mann und ihren drei Kindern in Halstenbek.

## Politik
Sie trat 1999 den Grünen bei und leitete den Ortsverband Halstenbek bis zum Jahre 2003. In dieser Zeit war sie bürgerliches stellvertretendes Mitglied im Schul- und Sozialausschuss sowie in Kitabeiräten.
Seit 2003 ist sie Mitglied der Gemeindevertretung in der Fraktion der Grünen. 2001 bis 2002 war Ines Strehlau Mitinitiatorin des Bürgerbegehrens gegen den Wiederaufbau des „Knickeis“, der vorher zweimal eingestürzten Sporthalle in Halstenbek.
Bei der Landtagswahl in Schleswig-Holstein 2009 wurde sie über die Landesliste in den Landtag gewählt. Nach der Landtagswahl in Schleswig-Holstein 2012 rückte sie für Monika Heinold, die Finanzministerin wurde, über die Landesliste nach. Bei beiden Wahlen hatte sie zudem im Wahlkreis Pinneberg kandidiert. Bei der Landtagswahl in Schleswig-Holstein 2017 zog sie erneut in den Landtag ein. In ihrer Landtagsfraktion war sie Sprecherin für Schule, berufliche Bildung, Kommunales und norddeutsche Kooperation. Ines Strehlau war stellvertretende Leiterin des Bildungsausschusses. Ihre Themenschwerpunkte waren Bildung, Berufs- und Weiterbildung, Kommunales, Landesplanung und Metropolregion.
Bei der Landtagswahl 2022 trat sie nicht mehr an.